# Institut valdôtain de l'artisanat de tradition
L'Institut valdôtain de l'artisanat de tradition (IVAT) est un institut régional ayant pour but de sauvegarder la tradition de l'artisanat valdôtain par l'institution d'un label de qualité, le Label IVAT.

## Description
Une commission technique qualifiée évalue toutes les œuvres et décide si elles méritent le label en raison de l'originalité, du matériel utilisé (les matériels traditionnels étant notamment le bois, le fer, la pierre ollaire, le cuir et plusieurs tissus) et en général du respect des traditions locales.
La loi régionale d'octobre 2007 confie à l'IVAT la gestion du Musée de l'artisanat valdôtain de tradition. Il dispose aussi de six points de vente (boutiques) sur le territoire valdôtain.